# Cantonul Saint-Germain-en-Laye-Nord
Cantonul Saint-Germain-en-Laye-Nord este un canton din arondismentul Saint-Germain-en-Laye, departamentul Yvelines, regiunea Île-de-France, Franța.

## Comune
- Achères
- Saint-Germain-en-Laye (parțial, reședință)